# 니다훙
니다훙(중국어: 倪大红, 병음: Ní Dàhóng, 한자음: 예대홍, 1960년 4월 18일 ~ )은 중화인민공화국의 배우이다.

## 출연작

### 드라마
- 2010년 안후이 위성 텔레비전 해돈제일극장 《삼국지》 - 사마의 역
- 2010년 CCTV-1 황금제일극장 《향초미인》 - 린샤오쿤 역
- 2010년 CCTV-8 제일특약극장 《아문적법란서세월》 - 우즈후이 역
- 2010년 후난위성텔레비전 금응독파극장 《공자춘추》 - 노양공 역
- 2013년 중국 텔레비전 공사 일일연속극 《창포후》 - 후주만 역
- 2014년 CCTV-1 제일특약극장 《봉인》 - 라오탄 역
- 2014년 CCTV-8 황금강당극장 《대청염상》 - 건륭 역
- 2015년 동방 위성 텔레비전 동방극장 《호마묘파》 - 조부 역
- 2015년 CCTV-1 제일특약극장 《영웅 척계광》 - 엄숭 역
- 2016년 동방 위성 텔레비전 동방극장 《아적악부회무술》 - 청다지 역
- 2017년 안후이 위성 텔레비전 해돈제일극장 《임해설원》 - 좌산조 역
- 2017년 선양 방송 화양극장 《초급옹서》 - 주리 역
- 2018년 장쑤 위성 텔레비전 행복극장 《연애선생》 - 청홍두 역
- 2018년 후난위성텔레비전 금응독파극장 《원대전정》 - 곽천홍 역
- 2018년 후난위성텔레비전 금응독파극장 《천성장가》 - 영세정 역
- 2018년 장쑤 위성 텔레비전 행복극장 《정양문하소여인》 - 채전무 역
- 2018년 베이징 텔레비전 품질극장 《나사년아문정년경》 - 리우리안주 역
- 2018년 텐센트 웹드라마 《장야》 - 위광명 역
- 2019년 후난위성텔레비전 금응독파극장 《역류이상적니》 - 가오홍빈 역
- 2019년 CCTV-1 제일특약극장 《노중의》 - 어황의 역
- 2019년 동방 위성 텔레비전 동방극장 《러브AND하우스》 - 정부 역
- 2019년 유쿠 웹드라마 《모성귀곡자》 - 초 도왕 역
- 2019년 저장 위성 텔레비전 중국람극장 《도정호 : 가족의 재발견》 - 쑤다창 역
- 2020년 아이치이 웹드라마 《십일유희》 - 티엔펑 역
- 2020년 동방 위성 텔레비전 동방극장 《재일기》 - 니다다 역
- 2021년 동방 위성 텔레비전 동방극장 《광영여몽상》 - 황금영 역
- 2021년 유쿠 웹드라마 《향촌애정 13》 - 노호 역
- 2021년 후난위성텔레비전 금응독파극장 《팔영구영》 - 궈예 역
- 2022년 유쿠 웹드라마 《향촌애정 14》 - 노호 역
- 2022년 후난위성텔레비전 금응독파극장 《호호설화》 - 라오한치우 역
- 2022년 동방 위성 텔레비전 동방극장 《임심견록》 - 쑨시안성 역
- 2023년 아이치이 웹드라마 《광표》 - 타이쑤 역